# Collado del Mirón
Collado del Mirón es un municipio de España perteneciente a la provincia de Ávila, en la comunidad autónoma de Castilla y León. Pertenece al partido judicial de Piedrahíta. En 2017 contaba con una población de 35 habitantes.

## Símbolos
El escudo heráldico y la bandera que representan al municipio fueron aprobados oficialmente el 16 de diciembre de 2009. El escudo se blasona de la siguiente manera:

«Escudo de forma Española. De Gules, un roble nurido de oro, frutado de lo mismo, superado de corona ducal en sus metales y colores, acompañado a derecha e izquierda de unas peñas de plata. Bordadura jaquelada de azur y plata (del linaje Toledo). Al timbre, corona real de España.»
Boletín Oficial de Castilla y León nº 244 de 21 de diciembre de 2010

La descripción textual de la bandera es la siguiente:

«Bandera de dimensiones 2:3, tercia al asta y encajada en horizontal al batiente. En el tercio del asta, jaquelado de azul (o azur) y blanco (o plata). Al Batiente, encajado horizontal, primero, rojo (o gules) de dos triángulos enteros y dos medios; segundo, de verde (o sinople). Cargados ambos campos en su centro de un roble frutado o amarillo (o de oro.)»
Boletín Oficial de Castilla y León nº 244 de 21 de diciembre de 2010

## Geografía
Ubicación
La localidad está situada a una altitud de 1166 m s. n. m.
| Noroeste: El Mirón | Norte: Arevalillo          | Noreste: Arevalillo            |
| Oeste: El Mirón    |                            | Este: Becedillas               |
| Suroeste: El Mirón | Sur: Malpartida de Corneja | Sureste: Malpartida de Corneja |

## Demografía
Collado del Mirón cuenta con una población de 20 habitantes (INE 2024).
| Gráfica de evolución demográfica de Collado del Mirón entre 1842 y 2021                                               |
| |
| Población de derecho según los censos de población del INE. Población de hecho según los censos de población del INE. |